# Tanaka Kōtarō

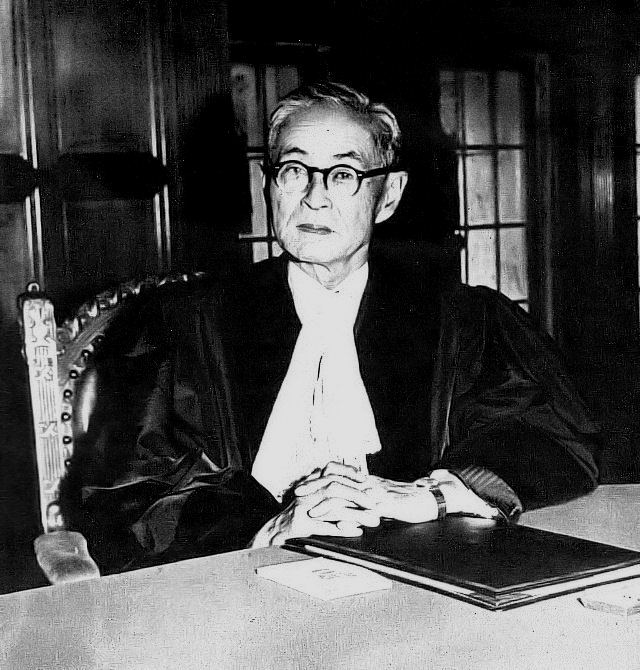
Tanaka Kōtarō, ca. 1961

Tanaka Kōtarō (japanisch 田中 耕太郎; * 25. Oktober 1890 in Kagoshima, Japan; † 1. März 1974 in Tokio, Japan) war ein japanischer Jurist. Er wirkte ab 1923 als Professor an der Universität Tokio und war von 1950 bis 1960 Präsident des Obersten Gerichtshofs Japans sowie von 1961 bis 1970 Richter am Internationalen Gerichtshof.

## Leben
Tanaka Kōtarō wurde 1890 in Kagoshima geboren und wirkte nach einem Studium der Rechtswissenschaften, das er 1915 an der Universität Tokio abschloss, für kurze Zeit im japanischen Innenministerium. 1917 wechselte er an die Universität Tokio, an der er zunächst Dozent für Wirtschaftsrecht und, nach Forschungsaufenthalten in der Zeit von 1919 bis 1922 in den USA, England, Frankreich, Italien und Deutschland, im Jahr 1923 zum Professor befördert wurde.
Nach dem Ende des Zweiten Weltkrieges war er von Mai 1946 bis Januar 1947 Bildungsminister im ersten Kabinett von Premierminister Yoshida Shigeru und von 1947 bis 1950 Mitglied des Oberhauses des japanischen Parlaments, wo er der Fraktion Ryokufūkai angehörte. Von 1950 bis 1960 wirkte er als Präsident des Obersten Gerichtshofs Japans. Zum Ende des Jahres 1960 wurde er als Richter an den Internationalen Gerichtshof in Den Haag gewählt, an dem er für eine turnusgemäß neunjährige Amtszeit von 1961 bis 1970 tätig war. 
Aus rechtsphilosophischer Sicht war Tanaka Kōtarō ein Vertreter des Naturrechts, das er als metaphysische Basis des internationalen Rechts betrachtete. Er starb 1974 in Tokio.

## Auszeichnungen
Tanaka Kōtarō gehörte ab 1941 der Kaiserlichen Akademie von Japan, ab 1961 als Ehrenmitglied der Amerikanischen Gesellschaft für internationales Recht sowie ab 1967 dem Institut de Droit international an. Darüber hinaus erhielt er 1934 den Asahi-Preis, 1960 den Kulturorden, 1964 den Orden der Aufgehenden Sonne erster Klasse und 1970 erster Klasse mit Paulownienblüte sowie postum an seinem Todestag das Großkreuz des Chrysanthemenordens.